# Кімната
Кімна́та, покі́й, заст. ківна́та, го́рниця — відокремлена стінами або перегородками частина будинку, квартири для проживання в ній.
Слово кімната проходить через пол. komnata від лат. cam(i)nata < caminus; (первісно — «приміщення з каміном», «опалюване приміщення»), на польське посередництво вказує наголос на передостанній склад.
Щодо окремого приміщення в житлі можуть вживатися також слова «хата» (у сільських будинках) і «покій».
Поділ приміщень на кімнати було відомо ще в Стародавній Греції, що підтверджується розкопками, що відносяться приблизно до 2200 року до нашої ери.

## Види кімнат
- Вітальня
- Спальня
- Їдальня
- Салон
- Зала (зал) — застаріла назва вітальні
- Будуар — невелика розкішно прибрана кімната багатої жінки для відпочинку і приймання найближчих друзів

## Спеціальні кімнати
- Кімната матері й дитини — приміщення в будинку вокзалу, автостанції тощо для відпочинку транзитних пасажирів — матерів з дітьми.
- Прийма́льний покі́й — приміщення у лікарні, де хворі одержують першу допомогу, де їх розподіляють по палатах.